# Giuseppe Lanzoni
Giuseppe Lanzoni, né le 25 août 1959 à Imola (Émilie-Romagne), est un coureur cycliste italien, professionnel de 1981 à 1985.

## Palmarès
- 1977
  - Coppa Caduti Sanmartinesi
- 1979
  - Trofeo Salvatore Morucci
  - Segromigno-Pizzorne
- 1980
  - Bassano-Monte Grappa
  - 4e et 9eb (contre-la-montre) étapes du Grand Prix Guillaume Tell

## Résultats sur les grands tours

### Tour d'Italie
4 participations
- 1981 : abandon (12e étape)
- 1982 : 33e
- 1983 : 44e
- 1985 : non-partant (11e étape)